# La Peneratica Svavolya
La Peneratica Svavolya - debiutancki album solowego projektu basisty i wokalisty Tomasza Pukackiego - Titus’ Tommy Gunn. Wydawnictwo ukazało się 15 grudnia 2009 roku nakładem wytwórni muzycznej Mystic Production.

## Lista utworów
1. „The Bitch Is (still) Dead” - 3:51
2. „Varran's 10" - 3:09
3. „The Awakening” - 5:52
4. „Scarass” - 3:46
5. „Grand+Snow+Gorilla” - 4:57
6. „Vein Calls: Eat!” - 4:24
7. „One Scotch Please” - 3:45
8. „The Singer” - 3:24
9. „Big Brutal Swings” - 3:42
10. „As Long As You” - 5:17

## Twórcy
- Tomasz „Titus” Pukacki – śpiew, gitara basowa, autor tekstów, muzyka
- Tomasz „Lemmy Demolator” Olszewski – gitara
- Marcin „Viking” Leitgeber – perkusja
- Jacek Miłaszewski – mastering, miksowanie